# ایوان رایان
ایوان مورین رایان (متولد ۱۸ آوریل ۱۹۷۱) یک آمریکایی است که به عنوان منشی کابینه کاخ سفید در دولت جو بایدن خدمت می‌کرد. او قبلاً به عنوان دستیار وزیر امور خارجه در امور آموزشی و فرهنگی (ECA) در دولت اوباما و دستیار امور بین دولتی و روابط عمومی معاون رئیس جمهور وقت جو بایدن بود.  

## سنین جوانی و تحصیلات
رایان در سال ۱۹۷۱ در الکساندریا، ویرجینیا متولد شد، جایی که در خانواده ای متوسط با تبار کاتولیک ایرلندی بزرگ شد.   مادرش معلم مهدکودک است و پدرش برای خدمات دولتی ایالات متحده کار می کند.   او لیسانس هنر (BA) در علوم سیاسی از کالج بوستون دریافت کرد. در مه ۲۰۰۶، او کارشناسی ارشد خود را در رشته سیاست عمومی بین‌الملل از دانشکده مطالعات بین‌المللی پیشرفته دانشگاه جان هاپکینز دریافت کرد. 

## حرفه
رایان در زمان جان کری وزیر امور خارجه وقت به عنوان دستیار وزیر امور خارجه در امور آموزشی و فرهنگی خدمت کرد و از سپتامبر ۲۰۱۳ تا ژانویه ۲۰۱۷ در کاخ سفید به عنوان دستیار معاون رئیس جمهور و دستیار ویژه رئیس جمهور در امور بین دولتی و مشارکت عمومی کار کرد..
قبل از پیوستن به دولت اوباما، رایان به عنوان معاون مدیر کمپین انتخاباتی سناتور بایدن در سال ۲۰۰۸ و همچنین در کمپین ریاست جمهوری کری در سال ۲۰۰۴ و کمپین انتخاباتی هیلاری کلینتون در سال ۲۰۰۰ خدمت کرد. رایان در کاخ سفید به عنوان معاون مدیر برنامه ریزی هیلاری کلینتون بانوی اول و دستیار ویژه رئیس دفتر بانوی اول خدمت می کرد.
پس از ترک کاخ سفید در ژانویه ۲۰۱۷، او به راه اندازی و رهبری آکسیوس کمک کرد و به عنوان معاون اجرایی آن خدمت کرد.  او به عنوان مشاور برای مشارکت آموزشی برای کودکان درگیری کار کرده است و به عنوان معاون رئیس بخش مدیریت ابتکار جهانی کلینتون خدمت کرده است. او در حال حاضر عضو شورای روابط خارجی است. 
او مشاور ارشد تیم انتقالی بایدن - هریس بود.  در ژانویه ۲۰۲۱، او به عنوان منشی کابینه کاخ سفید منصوب شد. 

## زندگی شخصی
ایوان رایان و آنتونی بلینکن در سال ۱۹۹۵ زمانی که به عنوان کارمند کاخ سفید کار می کردند با یکدیگر آشنا شدند.   آنها در سال ۲۰۰۲ در مراسمی بین ادیانی که توسط یک خاخام و یک کشیش در کلیسای کاتولیک تثلیث مقدس در واشنگتن دی سی برگزار شد، ازدواج کردند   آنها دارای دو فرزند، یک پسر در مارس ۲۰۱۹ و یک دختر متولد فوریه ۲۰۲۰ هستند 